# Гаттерер, Христофор Вильгельм Яков
Христофор Вильгельм Яков Гаттерер (нем. Christoph Wilhelm Jacob Gatterer; 29 ноября 1759, Гёттинген — 11 сентября 1838, Гейдельберг) — немецкий ботаник, лесовод, педагог, ландшафтный архитектор, коллекционер. Доктор наук.

## Биография
Родился в семье историка Иоганна Кристофа Гаттерера. Обучался на философском факультете Гёттингенского университета, где изучал камеральные науки и получил докторскую степень (1787).
До 1787 года — приват-доцент минералогии и естествознания в университете Гёттингена. Проводил технологические исследования в шахтах Гарца, Гросальмероде и Бад-Зоден-Аллендорфа. Полученные результаты руководство Anleitung, den Harz und andere Bergwerke mit Nutzen zu bereisen, которое считалось одной из самых важных исторических научных работ.
В 1787 году стал профессором камеральных наук и дипломатики Гейдельбергского университета.
Кроме того, Х. Гаттерер был признанным специалистом лесного хозяйства. Будучи специалистом ботаники и лесоводом, занимался садовым дизайном. Сыграл важную роль в основании парка у дворца Шветцингена, барочной резиденции правителей Курпфальца.
С 1803 года работал директором садов Гейдельбергского замка. В 1804 году доложил Карлу Фридриху Баденскому план создания университетского хозяйственно-лесно-ботанического сада у замка. Предложение было принято великим князем.
Затем, он участвовал в создании живописных садовых террас Гейдельбергского замка.
Гаттерер создал специализированную, в основном, в области лесоводства библиотеку. В 1818 году король Вюртемберга купил эту коллекцию для университетской библиотеки Тюбингена. Коллекция включала большое количество гравюр по сельскому хозяйству, лесному хозяйству и охоте, машиностроению, естествознанию и горному делу, а также обширную коллекцию специализированной литературы.
Автор ряда трудов и публикаций по зоологии, горному делу и лесному хозяйству, экономике и сельскому хозяйству, торговле и технологии.
Член Гёттингенской академии наук (1787), физико-экономического общества Гейдельберга (1790), Лейпцигского экономического общества (1798), математико-физического общества Эрфурта (1799), Общества содействия науке в Марбурге (1817) и во Фрайбурге (1833), Мангеймской ассоциации естествознания (1836), член-корреспондент Франкфуртского общества поощрения полезных искусств (1817) и многих других.